# Бошко, Владимир Ильич
Влади́мир Ильи́ч Бошко́ (укр. Володимир Ілліч Бошко; 25 марта (6 апреля) 1885, с. Ташлик, Аккерманский уезд, Бессарабская губерния, Российская империя — 10 августа 1949, Киев, Киевская область, УССР, СССР) — советский учёный-правовед, магистр (1920), профессор (1925).

## Биография
Родился 25 марта (6 апреля) 1885 года в селе Ташлик, Аккерманский уезд, Бессарабская губерния (ныне Ивановка Одесской области Украины), в семье крестьянина.
В 1910 году окончил Киевскую духовную академию, в 1914 году — окончил с золотой медалью (за работу «Ограничение гражданской правоспособности в действующем русском праве») юридический факультет Киевского университета и был оставлен в нём стипендиатом (1918). В 1920 году получил степень магистра гражданского права и звание доцента кафедры гражданского права и процесса. Тогда же начал работать на юридическом факультете Киевского института народного хозяйства, созданного на основе ликвидированного юридического факультета Киевского университета. С 1930 года преподавал в Киевском ИНО и ряде других учебных заведений.
С 1937 — снова на восстановленном юридическом факультете Киевского университета, профессор, с 1940 года — заведующий кафедры теории государства и права, в 1944—1949 годах — декан юридического факультета. Во время Великой Отечественной войны работал в научных и учебных заведениях Саратова, Самарканда и Москвы.

## Научная деятельность
Автор более 100 печатных трудов по вопросам теории государства и права, истории политических учений, гражданского и семейного права, экономики и транспорта. Главные из них: «Семейно-супружеское право» (1929), «Очерки советского семейного права» (К., 1952).
Исследовал проблемы гражданского и семейного права. Принимал участие в подготовке соответствующих законодательных актов, был автором комментария к Кодексу законов о семье, опеке, браке и актах гражданского состояния УССР (1929) и учебника по семейному праву (1929). В 1920-х годах занимался также проблемами государственного права, в частности права на труд и объединения в профсоюзы, вопросами государственного суверенитета. В последние годы жизни работал над 3-томным курсом истории политических и правовых учений, ряд фрагментов которого остался в рукописи.